# Экран (волейбольный клуб)
«Экра́н» — российский женский волейбольный клуб из Санкт-Петербурга.

## Достижения
- 5-е место в высшей лиге «Б» чемпионата России — 1995 (общее 13-е среди всех команд по итогам чемпионата России).
- Бронзовый призёр Кубка России 1994.

## История
Женская волейбольная команда «Экран» (Ленинград) была создана в 1960 году при Всесоюзном научно-исследовательском институте телевидения. В 1961 состоялся её дебют в чемпионате СССР, где она заняла 7-е (предпоследнее) место в своей предварительной зоне класса «Б». Следующее появление ленинградской команды среди участников союзных первенств произошло лишь через 20 лет, когда «Экран» стал 8-м в первой лиге чемпионата СССР. В дальнейшем ленинградки без особого успеха продолжали выступать в первой союзной лиге, занимая места в середине турнирной таблицы, а в 1986 и вовсе выбыли из числа команд-участниц чемпионата СССР.
С сезона 1992/1993 «Экран» неизменно участвует в чемпионатах России. Лучшим результатом команды является 5-е место в высшей лиге «Б» (общее 13-е среди всех российских команд) в 1995 году. Годом ранее санкт-петербургские волейболистки стали бронзовыми призёрами розыгрыша Кубка России. В конце 1990-х «Экран» на несколько сезонов занял лидирующее положение в женском волейболе Санкт-Петербурга.
В дальнейшем результаты команды пошли на спад, что объясняется тем, что лучшие волейбольные силы северной столицы были сконцентрированы в другой команде из Санкт-Петербурга — ТТУ. «Экран» же стал комплектоваться в основном из воспитанников собственной ДЮСШ и других спортивных школ города. За последние 10 лет своего существования «Экран» лишь один сезон (2002/2003) выступал в высшей лиге «А» — втором по значимости дивизионе.
В сезоне 2011/2012 «Экран» являлся фарм-командой «Ленинградки», выступавшей в высшей лиге «А» чемпионата России. В том же сезоне «Экран» и сам выиграл путёвку в высшую лигу «А», заняв 2-е место в финальном турнире команд высшей лиги «Б» российского первенства.
Сезон 2012/2013 в высшей лиге «А» для команды, в основном укомплектованной взятыми в аренду у «Ленинградки» молодыми волейболистками, сложился неудачно. С самого начала первенства «Экран» прочно обосновался на последнем месте, на котором и остался к финишу чемпионата, вернувшись в высшую лигу «Б». В межсезонье «Экран» вновь вернулся к статусу фарм-клуба санкт-петербургской «Ленинградки».
В сезоне 2014/2015 «Экран» занял 2-е место в турнире высшей лиги «Б», но летом 2015 руководством клуба было объявлено, что команда отказывается от дальнейшего участия в чемпионатах России. Клуб ограничил свою деятельность детско-юношеским спортом, в частности волейболом.    

## Результаты в чемпионатах России
| Сезон     | Лига                   | Место |
| --------- | ---------------------- | ----- |
| 1992/93   | Высшая лига Б          | 9     |
| 1993/94   | Высшая лига Б          | 7     |
| 1994/95   | Высшая лига Б          | 5     |
| 1995/96   | Высшая лига А          | 7     |
| 1996/97   | Высшая лига (Запад)    | 6     |
| 1997/98   | Высшая лига            | 4     |
| 1998/99   | Высшая лига (Европа)   | 10    |
| 1999/2000 | Высшая лига (Европа)   | 5     |
| 2000/01   | Высшая лига (Европа)   | 11    |
| 2001/02   | Высшая лига Б          | 1     |
| 2002/03   | Высшая лига А (Европа) | 12    |
| 2003/04   | Высшая лига Б (Европа) | 13    |
| 2004/05   | Первая лига            | 8     |
| 2005/06   | Первая лига            | 7     |
| 2006/07   | Первая лига            | 9     |
| 2007/08   | Первая лига            | 4     |
| 2008/09   | Первая лига            | 3     |
| 2009/10   | Высшая лига Б (Европа) | 3     |
| 2010/11   | Высшая лига Б (Европа) | 7     |
| 2011/12   | Высшая лига Б          | 2     |
| 2012/13   | Высшая лига А          | 11    |
| 2013/14   | Высшая лига Б          | 19    |
| 2014/15   | Высшая лига Б          | 2     |

## Арена
Домашние матчи «Экран» проводил в спортивном комплексе «Динамо». Вместимость 200 зрителей. Адрес в Санкт-Петербурге: проспект Динамо, 44.

## Спортивный клуб «Экран»
Волейбольная команда «Экран» входила в структуру региональной общественной организации «Спортивный клуб „Экран“». 
Президент СК «Экран» — Василий Васильевич Савин.